# بخش کمپ رلیس، شهرستان لاک کوئی پارل، مینه سوتا
بخش کمپ رلیس (به انگلیسی: Camp Release Township) یک منطقهٔ مسکونی در ایالات متحده آمریکا است که در Lac qui Parle County واقع شده‌است.
 بخش کمپ رلیس ۷۵٫۹ کیلومتر مربع مساحت و ۲۹۳ نفر جمعیت دارد و ۳۰۴ متر بالاتر از سطح دریا واقع شده‌است.